# Joseph Dalton Hooker
Sir Joseph Dalton Hooker (30. lipnja 1817.—10. prosinca 1911.) bio je jedan od najboljih britanskih botaničara i istraživača 19. stoljeća. Hooker je osnivač zemljopisne botanike te je bio najbliži prijatelj Charlesa Darwina.

## Životopis
Hooker je rođen u gradu Halesworth, okrugu Suffolk, u Engleskoj. Bio je drugi sin slavnog botaničara Sira Williama Jacksona Hookera i Marije Sarah Turner. Školovan je u srednjoj školi Glasgow i završio je studij na medicinskom fakultetu također u Glasgowu. Poznat po svojim botaničkim putovanjima i studijama te poticanju Charlesa Darwina i Darwinovih teorija. Mlađi je sin Sir Williama Jacksona Hookera, bio je pomoćnik direktora Kraljevskih botaničkih vrtova u Kewu od 1855. do 1865., a naslijedio je svog oca, zatim je bio direktor od 1865. do 1885. godine.
Hooker je, za razliku od svog oca, imao prednosti formalnog obrazovanja i diplomirani je doktor medicine na Sveučilištu u Glasgowu 1839. Zahvaljujući poznavanju očevog herbarija, bio je dobro pripremljen za prvo od svojih brojnih putovanja - kao kirurg - botaničar na brodu HMS Erebus na antarktičkoj ekspediciji 1839–43. Nakon toga uslijedio je stalan niz publikacija, isprekidanih njegovim vlastitim putovanjima: “Botanika antarktičkog putovanja H.M. Discovery Ships Erebus i Terror” 1839–1843 (1844–60); “Rhododendrons of Sikkim-Himalaya” (1849); “Priručnik novozelandske flore” (1864.); “Flora Britanske Indije” (1872–97); i “Journal of a Tour in Marocco and the Great Atlas” (1878). Njegova posljednja velika botanička ekspedicija, na Rocky Mountains i Kaliforniju (1877.), dovela je do objavljivanja nekoliko važnih radova koji se tiču odnosa američkih i azijskih flora. Njegova su putovanja rezultirala otkrićem novih vrsta za znanost, od kojih su mnoge ubrzo uvedene u hortikulturne krugove. Međutim, još su važniji podaci koji su mu priskrbili međunarodnu reputaciju biljnog geografa.
Godine 1851. Joseph Hooker oženio je Frances Henslow, kćer botaničara Johna Stevensa Henslowa. Šestero djece preživjelo je njezinu smrt 1874. S drugom ženom, Hyacinth Symonds Jardine, s kojom se oženio 1876., imao je dva sina. Postao je pomoćnik direktora Kewa 1855., položaj koji je zadržao do 1865., kada je naslijedio svog oca na mjestu direktora, služeći u tom svojstvu do vlastitog umirovljenja 1885. Hookeru su pripale mnoge počasti, uključujući predsjedništvo Kraljevskog društva (1872. – 77) i vitešku titulu (1877.). Ostao je aktivan sve do nedugo prije svoje smrti.
Jedan od najznačajnijih rezultata njegovih putovanja bio je pokušaj objašnjenja geografske rasprostranjenosti biljaka i njihovih naizgled nenormalnih varijacija. Kao blizak prijatelj Charlesa Darwina i dobro upoznat s potonjim ranim radom, Hooker je, zajedno s geologom Sir Charlesom Lyellom, predsjedao povijesnim sastankom Linneovog društva (London) u srpnju 1858. Njihova je funkcija bila presuditi prioritetne tvrdnje o prirodnoj selekciji kao mehanizmu evolucije, koje su istodobno iznijeli Darwin i Alfred Russel Wallace. Podržavajući znanstvenu tvrdnju koja je uskoro bila napadnuta na izvanznanstvenim osnovama, Hooker je među prvima pokazao važnost i primjenjivost evolucijske teorije na botaniku općenito, a posebno na geografiju biljaka. Vrhunac Hookerove karijere došao je 1883. s objavljivanjem posljednjeg sveska “Genera Plantarum”, napisanog u suradnji s Georgeom Benthamom. Ova svjetska flora, koja opisuje 7569 rodova i približno 97 000 vrsta biljaka koje nose sjemenke, temelji se na osobnom pregledu navedenih primjeraka, od kojih je velika većina pohranjena u Kewu.

### Vjenčanja i djeca
Godine 1851., oženio je Frances Harriet Henslow (1825.—1874.), kćer Johna Stevensa Henslowa. Imali su 4 sina i 3 kćeri:
- William Henslow Hooker (1853.—1942.)
- Harriet Anne Hooker (1853.—1945.)
- Charles Paget Hooker (1855.—1933.)
- Marie Elizabeth Hooker (1857.—1863.), umrla sa 6 godina
- Brian Harvey Hodgson Hooker (1860.—1932.)
- Reginald Hawthorn Hooker (1867.—1944.), statističar
- Grace Ellen Hooker (1868.—1955.)

Nakon ženine smrti 1874. godine, 1876. je oženio Hyacinth Jardine (1842.—1921.), kćer Williama Samuela Symondsa.
Imali su 2 sina:
- Joseph Symonds Hooker (1870.—1940.)
- Richard Symonds Hooker  (1885.—1950.)